# Adephaga
De Adephaga zijn de op een na grootste onderorde van de kevers (Coleoptera). Volwassen Adephaga zijn te herkennen aan zichtbare notopleurale naden gecombineerd met een door de achtercoxa gedeelde eerste zichtbare abdominale sterniet. De fylogenese van de samenstellende groepen is nog niet geheel uitgekristalliseerd en diverse configuraties van de families zijn voorgesteld. De Adephaga zijn meestal jagers en vleeseters, de wetenschappelijke naam is afgeleid van het Griekse adephagos, wat letterlijk vraatzucht betekent.

## Onderverdeling
De onderorde is als volgt onderverdeeld:
- Familie Tritarsidae Hong, 2002  †
- Familie Gyrinidae Latreille, 1810 (Schrijvertjes)
  - Onderfamilie Spanglerogyrinae Folkerts, 1979
  - Onderfamilie Gyrininae Latreille, 1810
    - Tribus Enhydrini Régimbart, 1882
      - Subtribus Dineutina Desmarest, 1851
      - Subtribus Enhydrina Régimbart, 1882

    - Tribus Gyrinini Latreille, 1810
      - Subtribus Gyrinina Latreille, 1810
      - Subtribus Heterogyrina Brinck, 1956

    - Tribus Orectochilini Régimbart, 1882
- Familie Trachypachidae Thomson, 1857
  - Onderfamilie Eodromeinae Ponomarenko, 1977  †
  - Onderfamilie Trachypachinae Thomson, 1857
- Familie Rhysodidae Laporte, 1840
  - Tribus Leoglymmiini Bell and Bell, 1978
  - Tribus Dhysorini Bell and Bell, 1978
  - Tribus Medisorini Bell and Bell, 1987
  - Tribus Rhysodini Laporte, 1840
  - Tribus Clinidiini Bell and Bell, 1978
  - Tribus Omoglymmiini Bell and Bell, 1978
  - Tribus Sloanoglymmiini Bell and Bell, 1991
- Familie Carabidae Latreille, 1802 (Loopkevers)
  - Onderfamilie Protorabinae Ponomarenko, 1977  †
  - Onderfamilie Conjunctiinae Ponomarenko, 1977  †
  - Onderfamilie Nebriinae Laporte, 1834
    - Tribus Nebriini Laporte, 1834
    - Tribus Notiokasiini Kavanaugh and Nègre, 1983
    - Tribus Notiophilini Motschulsky, 1850
    - Tribus Opisthiini Dupuis, 1912
    - Tribus Pelophilini Kavanaugh, 1996

  - Onderfamilie Cicindinae Csiki, 1927
  - Onderfamilie Cicindelinae (Zandloopkevers) Latreille, 1802
    - Tribus Amblycheilini Csiki, 1903
    - Tribus Cicindelini Latreille, 1802
      - Subtribus Apteroessina Rivalier, 1971
      - Subtribus Cicindelina Latreille, 1802
      - Subtribus Dromicina Thomson, 1859
      - Subtribus Iresiina Rivalier, 1971
      - Subtribus Theratina Horn, 1893

    - Tribus Collyridini Brullé, 1834
      - Subtribus Collyridina Brullé, 1834
      - Subtribus Tricondylina Naviaux, 1991

    - Tribus Ctenostomatini Laporte, 1834
    - Tribus Manticorini Laporte, 1834
    - Tribus Megacephalini Laporte, 1834

  - Onderfamilie Carabinae Latreille, 1802
    - Tribus Carabini Latreille, 1802
    - Tribus Ceroglossini Lapouge, 1927
    - Tribus Cychrini Perty, 1830
    - Tribus Pamborini Hope, 1838

  - Onderfamilie Loricerinae Bonelli, 1810
  - Onderfamilie Omophroninae Bonelli, 1810
  - Onderfamilie Elaphrinae Latreille, 1802
  - Onderfamilie Migadopinae Chaudoir, 1861
    - Tribus Amarotypini Erwin, 1985
    - Tribus Migadopini Chaudoir, 1861
      - Subtribus Aquilicina Moret, 2005
      - Subtribus Migadopina Chaudoir, 1861

  - Onderfamilie Hiletinae Schiødte, 1848
  - Onderfamilie Scaritinae Bonelli, 1810
    - Tribus Carenini MacLeay, 1887
    - Tribus Clivinini Rafinesque, 1815
      - Subtribus Ardistomina Putzeys, 1867
      - Subtribus Clivinina Rafinesque, 1815
      - Subtribus Forcipatorina Bänninger, 1938

    - Tribus Dalyatini Mateu, 2002
    - Tribus Dyschiriini Kolbe, 1880
    - Tribus Palaeoaxinidiini McKay, 1991  †
    - Tribus Pasimachini Putzeys, 1867
    - Tribus Promecognathini LeConte, 1853
    - Tribus Salcediini Alluaud, 1930 (1929)
      - Subtribus Androzelmina Bell, 1998
      - Subtribus Salcediina Alluaud, 1930 (1929)
      - Subtribus Solenogenyina Bell, 1998

    - Tribus Scaritini Bonelli, 1810
      - Subtribus Acanthoscelina Csiki, 1927
      - Subtribus Corintascarina Basilewsky, 1973
      - Subtribus Dyscherina Basilewsky, 1973
      - Subtribus Ochyropina Basilewsky, 1973
      - Subtribus Oxylobina Andrewes, 1929
      - Subtribus Scapterina Putzeys, 1867
      - Subtribus Scaritina Bonelli, 1810
      - Subtribus Storthodontina Jeannel, 1946

  - Onderfamilie Broscinae Hope, 1838
    - Tribus Broscini Hope, 1838
      - Subtribus Axonyina Roig-Juñent, 2000
      - Subtribus Baripodina Jeannel, 1941
      - Subtribus Broscina Hope, 1838
      - Subtribus Creobiina Jeannel, 1941
      - Subtribus Nothobroscina Roig-Juñent, 2000

  - Onderfamilie Apotominae LeConte, 1853
  - Onderfamilie Siagoninae Bonelli, 1813
    - Tribus Enceladini Horn, 1881
    - Tribus Lupercini Lecordier, 1977
    - Tribus Siagonini Bonelli, 1813

  - Onderfamilie Melaeninae Csiki, 1933
  - Onderfamilie Gehringiinae Darlington, 1933
    - Tribus Gehringiini Darlington, 1933
      - Subtribus Gehringiina Darlington, 1933
      - Subtribus Helenaeina Deuve, 2007

  - Onderfamilie Trechinae Bonelli, 1810
    - Tribus Bembidiini Stephens, 1827
      - Subtribus Anillina Jeannel, 1937
      - Subtribus Bembidiina Stephens, 1827
      - Subtribus Tachyina Motschulsky, 1862
      - Subtribus Xystosomina Erwin, 1994

    - Tribus Horologionini Jeannel, 1949
    - Tribus Pogonini Laporte, 1834
    - Tribus Trechini Bonelli, 1810
      - Subtribus Aepina Fowler, 1887
      - Subtribus Cnidina Jeannel, 1958
      - Subtribus Perileptina Sloane, 1903
      - Subtribus Plocamotrechina Jeannel, 1960
      - Subtribus Trechina Bonelli, 1810
      - Subtribus Trechodina Jeannel, 1926

    - Tribus Zolini Sharp, 1886
      - Subtribus Chalteniina Roig-Juñent and Cicchino, 2001
      - Subtribus Sinozolina Deuve, 1997
      - Subtribus Zolina Sharp, 1886

  - Onderfamilie Patrobinae Kirby, 1837
    - Tribus Lissopogonini Zamotajlov, 2000
    - Tribus Patrobini Kirby, 1837
      - Subtribus Deltomerina Chaudoir, 1871
      - Subtribus Deltomerodina Zamotajlov, 2002
      - Subtribus Patrobina Kirby, 1837
      - Subtribus Platidiolina Zamotajlov and Lafer, 2001

  - Onderfamilie Psydrinae LeConte, 1853
    - Tribus Amblytelini Blackburn, 1892
    - Tribus Mecyclothoracini Jeannel, 1940
    - Tribus Meonini Sloane, 1898
    - Tribus Moriomorphini Sloane, 1890
    - Tribus Psydrini LeConte, 1853
    - Tribus Tropopterini Sloane, 1898

  - Onderfamilie Nototylinae Bänninger, 1927
  - Onderfamilie Paussinae Latreille, 1806
    - Tribus Metriini LeConte, 1853
    - Tribus Mystropomini Horn, 1881
    - Tribus Ozaenini Hope, 1838
    - Tribus Paussini Latreille, 1806
      - Subtribus Arthropteritina Luna de Carvalho, 1961  †
      - Subtribus Carabidomemnina Wasmann, 1928
      - Subtribus Cerapterina Billberg, 1820
      - Subtribus Eopaussina Luna de Carvalho, 1951  †
      - Subtribus Heteropaussina Janssens, 1950
      - Subtribus Homopterina Wasmann, 1920
      - Subtribus Paussina Latreille, 1806
      - Subtribus Pentaplatarthrina Jeannel, 1946

    - Tribus Protopaussini Gestro, 1892

  - Onderfamilie Brachininae Bonelli, 1810
    - Tribus Brachinini Bonelli, 1810
      - Subtribus Aptinina Gistel, 1848
      - Subtribus Brachinina Bonelli, 1810
      - Subtribus Mastacina Erwin, 1970
      - Subtribus Pheropsophina Jeannel, 1949

    - Tribus Crepidogastrini Jeannel, 1949

  - Onderfamilie Harpalinae Bonelli, 1810
    - Tribus Abacetini Chaudoir, 1873
    - Tribus Amorphomerini Sloane, 1923
    - Tribus Anthiini Bonelli, 1813
    - Tribus Atranini Horn, 1881
    - Tribus Bascanini Basilewsky, 1953
    - Tribus Calophaenini Jeannel, 1948
    - Tribus Catapieseini Bates, 1882
    - Tribus Chaetodactylini Tschitschérine, 1903
    - Tribus Chaetogenyini Emden, 1958
    - Tribus Chlaeniini Brullé, 1834
      - Subtribus Callistina Laporte, 1834
      - Subtribus Chlaeniina Brullé, 1834

    - Tribus Cnemalobini Germain, 1911
    - Tribus Cratocerini Lacordaire, 1854
    - Tribus Ctenodactylini Laporte, 1834
    - Tribus Cuneipectini Sloane, 1907
    - Tribus Cyclosomini Laporte, 1834
      - Subtribus Cyclosomina Laporte, 1834
      - Subtribus Masoreina Chaudoir, 1871

    - Tribus Dercylini Sloane, 1923
    - Tribus Drimostomatini Chaudoir, 1872
    - Tribus Dryptini Bonelli, 1810
    - Tribus Enoicini Basilewsky, 1985
    - Tribus Galeritini Kirby, 1825
      - Subtribus Galeritina Kirby, 1825
      - Subtribus Planetina Jedlička, 1941

    - Tribus Geobaenini Péringuey, 1896
    - Tribus Ginemini Ball and Shpeley, 2002
    - Tribus Glyptini Horn, 1881
    - Tribus Graphipterini Latreille, 1802
    - Tribus Harpalini Bonelli, 1810
      - Subtribus Anisodactylina Lacordaire, 1854
      - Subtribus Harpalina Bonelli, 1810
      - Subtribus Pelmatellina Bates, 1882
      - Subtribus Stenolophina Kirby, 1837

    - Tribus Helluonini Hope, 1838
      - Subtribus Helluonina Hope, 1838
      - Subtribus Omphrina Jedlička, 1941

    - Tribus Hexagoniini Horn, 1881 (1834)
    - Tribus Idiomorphini Bates, 1891
    - Tribus Lachnophorini LeConte, 1853
      - Subtribus Lachnophorina LeConte, 1853
      - Subtribus Selinina Jeannel, 1948

    - Tribus Lebiini Bonelli, 1810
      - Subtribus Actenonycina Bates, 1871
      - Subtribus Agrina Kirby, 1837
      - Subtribus Apenina Ball, 1983
      - Subtribus Calleidina Chaudoir, 1873
      - Subtribus Celaenephina Habu, 1982
      - Subtribus Cymindidina Laporte, 1834
      - Subtribus Demetriadina Bates, 1886
      - Subtribus Dromiusina Bonelli, 1810
      - Subtribus Gallerucidiina Chaudoir, 1872
      - Subtribus Lebiina Bonelli, 1810
      - Subtribus Metallicina Basilewsky, 1984
      - Subtribus Nemotarsina Bates, 1883
      - Subtribus Pericalina Hope, 1838
      - Subtribus Pseudotrechina Basilewsky, 1984
      - Subtribus Sugimotoina Habu, 1975
      - Subtribus Trichina Basilewsky, 1984

    - Tribus Licinini Bonelli, 1810
      - Subtribus Dicaelina Laporte, 1834
      - Subtribus Dicrochilina Ball, 1992
      - Subtribus Lestignathina Ball, 1992
      - Subtribus Licinina Bonelli, 1810

    - Tribus Melanchitonini Jeannel, 1948
    - Tribus Microcheilini Jeannel, 1948
    - Tribus Morionini Brullé, 1835
    - Tribus Odacanthini Laporte, 1834
    - Tribus Omphreini Ganglbauer, 1891
    - Tribus Oodini LaFerté-Sénectère, 1851
    - Tribus Orthogoniini Schaum, 1857
    - Tribus Panagaeini Bonelli, 1810
      - Subtribus Brachygnathina Basilewsky, 1946
      - Subtribus Panagaeina Bonelli, 1810
      - Subtribus Tefflina Basilewsky, 1946

    - Tribus Peleciini Chaudoir, 1880
      - Subtribus Agonicina Sloane, 1920
      - Subtribus Peleciina Chaudoir, 1880

    - Tribus Pentagonicini Bates, 1873
    - Tribus Perigonini Horn, 1881
    - Tribus Physocrotaphini Chaudoir, 1863
    - Tribus Platynini Bonelli, 1810
    - Tribus Pseudomorphini Hope, 1838
    - Tribus Pterostichini Bonelli, 1810
      - Subtribus Abacomorphina Tschitschérine, 1902
      - Subtribus Euchroina Chaudoir, 1874
      - Subtribus Metiina Straneo, 1951
      - Subtribus Microcephalina Tschitschérine, 1898
      - Subtribus Pterostichina Bonelli, 1810

    - Tribus Sphodrini Laporte, 1834
      - Subtribus Atranopsina Baehr, 1982
      - Subtribus Calathina Laporte, 1834
      - Subtribus Dolichina Brullé, 1834
      - Subtribus Pristosiina Lindroth, 1956
      - Subtribus Sphodrina Laporte, 1834
      - Subtribus Synuchina Lindroth, 1956

    - Tribus Xenaroswellianini Erwin, 2007
    - Tribus Zabrini Bonelli, 1810
      - Subtribus Amarina Zimmermann, 1832
      - Subtribus Zabrina Bonelli, 1810

    - Tribus Zuphiini Bonelli, 1810
      - Subtribus Dicrodontina Machado, 1992
      - Subtribus Leleupidiina Basilewsky, 1951
      - Subtribus Metazuphiina Mateu, 1992
      - Subtribus Mischocephalina Mateu, 1992
      - Subtribus Patriziina Basilewsky, 1953
      - Subtribus Zuphiina Bonelli, 1810
- Familie Haliplidae Aubé, 1836 (Watertreders)
- Familie Triaplidae Ponomarenko, 1977  †
- Familie Colymbotethidae Ponomarenko, 1994  †
- Familie Parahygrobiidae Ponomarenko, 1977  †
- Familie Coptoclavidae Ponomarenko, 1961  †
  - Onderfamilie Necronectinae Ponomarenko, 1977  †
  - Onderfamilie Charonoscaphinae Ponomarenko, 1977  †
  - Onderfamilie Coptoclavinae Ponomarenko, 1961  †
  - Onderfamilie Coptoclaviscinae Soriano, Ponomarenko and Delclos, 2007  †
  - Onderfamilie Hispanoclavinae Soriano, Ponomarenko and Delclos, 2007  †
- Familie Liadytidae Ponomarenko, 1977  †
- Familie Meruidae Spangler and Steiner, 2005
- Familie Noteridae Thomson, 1860 (Diksprietwaterkevers)
  - Onderfamilie Noterinae Thomson, 1860
    - Tribus Neohydrocoptini Zalat, Saleh, Angus and Kaschef, 2000
    - Tribus Noterini Thomson, 1860
    - Tribus Pronoterini Nilsson, 2005
    - Tribus Tonerini Miller, 2009

  - Onderfamilie Notomicrinae Zimmermann, 1919
  - Onderfamilie Phreatodytinae Uéno, 1957
- Familie Amphizoidae LeConte, 1853
- Familie Aspidytidae Ribera, Beutel, Balke and Vogler, 2002
- Familie Hygrobiidae Régimbart, 1879 (1837) (Pieptorren)
- Familie Dytiscidae Leach, 1815 (Waterroofkevers)
  - Onderfamilie Agabinae Thomson, 1867
  - Onderfamilie Colymbetinae Erichson, 1837
    - Tribus Anisomeriini Brinck, 1948
    - Tribus Carabdytini Pederzani, 1995
    - Tribus Colymbetini Erichson, 1837

  - Onderfamilie Copelatinae Branden, 1885
  - Onderfamilie Coptotominae Branden, 1885
  - Onderfamilie Dytiscinae Leach, 1815
    - Tribus Aciliini Thomson, 1867
    - Tribus Aubehydrini Guignot, 1942
    - Tribus Cybisterini Sharp, 1880
    - Tribus Dytiscini Leach, 1815
    - Tribus Eretini Crotch, 1873
    - Tribus Hydaticini Sharp, 1880
    - Tribus Hyderodini Miller, 2000

  - Onderfamilie Hydrodytinae Miller, 2001
  - Onderfamilie Hydroporinae Aubé, 1836
    - Tribus Bidessini Sharp, 1880
    - Tribus Carabhydrini Watts, 1978
    - Tribus Hydroporini Aubé, 1836
    - Tribus Hydrovatini Sharp, 1880
    - Tribus Hygrotini Portevin, 1929
    - Tribus Hyphydrini Gistel, 1848
    - Tribus Laccornini Wolfe and Roughley, 1990
    - Tribus Methlini Branden, 1885
    - Tribus Schistomerini Palmer, 1957  †
    - Tribus Vatellini Sharp, 1880

  - Onderfamilie Laccophilinae Gistel, 1848
    - Tribus Agabetini Branden, 1885
    - Tribus Laccophilini Gistel, 1848

  - Onderfamilie Lancetinae Branden, 1885
  - Onderfamilie Matinae Branden, 1885
  - Onderfamilie Palaeogyrininae Schlechtendal, 1894  †
  - Onderfamilie Liadytiscinae Prokin and Ren, 2010  †